# Assedio di San Andreas
L'assedio di San Andreas, noto anche col nome di assedio di Sint-Andries, fu un assedio combattuto presso il forte di San Andreas, non distante dalla città di Heerewaarden (attuali Paesi Bassi) dal 28 gennaio al 6 marzo 1600, nell'ambito della guerra degli ottant'anni. La guarnigione spagnola del forte di San Andreas venne assediata da una forza anglo-olandese guidata da Maurizio d'Orange. I rinforzi spagnoli guidati da Luis de Velasco non riuscirono a salvare il forte dall'assedio e questo si arrese alle forze olandesi anche a causa degli ammutinamenti scoppiati per i mancati pagamenti dei soldati da parte dell'esercito spagnolo.

## Antefatto
Nell'aprile del 1599 l'Armata spagnola delle Fiandre al comando di Francisco de Mendonza ottenne l'ordine dall'arciduca Alberto VII d'Asburgo di montare un'offensiva nell'area di Bommelerwaard. Per sostenere gli attacchi degli spagnoli, l'esercito costruì il forte di Crevecoeur a nord di 's-Hertogenbosch ed il forte di San Andreas presso Heerewaarden che era posto di guardia alla confluenza dei fiumi Maas e Waal. Poco dopo gli spagnoli assediarono Zaltbommel ma l'armata anglo-olandese del principe d'Orange cercò di difendere la città riuscì a forzare la mano alla situazione e le forze spagnole del Mendoza dovettero ritirarsi. Quest'ennesima sconfitta gettò l'armata spagnola nello sconforto con molti ammutinamenti e defezioni.
Maurizio colse il vantaggio di questo malcontento conquistando dapprima Wachtendonk e muovendosi poi verso il forte di Voorne. Da qui lanciò una campagna nell'area circostante verso i forti di Crevecoeur e San Andreas. Gli anglo-olandesi posero assedio al forte di Crevecoeur che venne catturato facilmente dopo che Maurizio ebbe offerto del denaro alla guarnigione locale che da tempo non veniva pagata. Ben presto gli olandesi ripresero la marcia alla volta del forte di San Andreas la cui guarnigione era composta di 1200 uomini, molti dei quali erano ammutinati per la mancanza della paga.

## L'assedio
Maurizio pose assedio al forte di San Andreas alla fine di gennaio dell'anno 1600 ed impose un breve blocco sui fiumi circostanti e sulle principali vie di terra dell'area. La guarnigione di San Andreas ad ogni modo rifiutò ogni negoziato con il principe d'Orange al contrario di quanto accaduto a Crevecoeur. Gli spagnoli si opposero vigorosamente agli assedianti che si asserragliarono attorno alle dighe della zona che ruppero sommergendo il territorio attorno alla città.

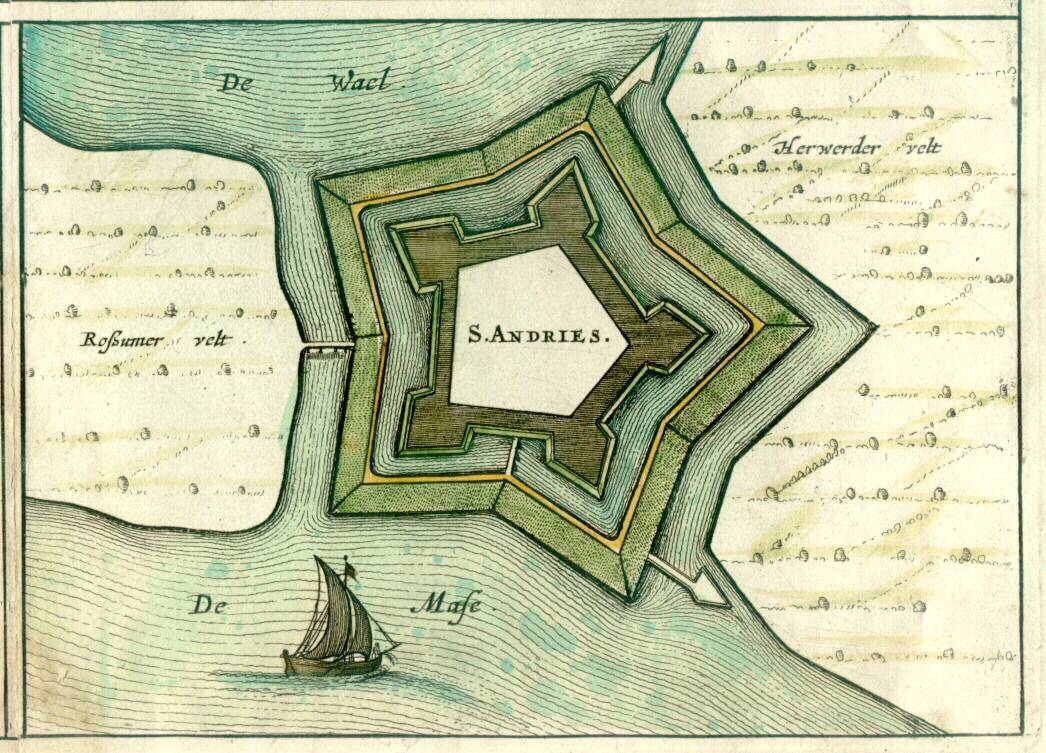
Mappa del forte disegnata da Joan Blaeu

Mendoza considerava il sito di vitale importanza sia per le fortificazioni presenti sia per la posizione della città nel progetto di invadere i territori della repubblica olandese. Egli assemblò pertanto presso 's-Hertogenbosch quasi 4000 uomini, numero che egli stimava sufficiente per l'assedio. Mendoza assegnò il comando di queste truppe a Luis de Velasco che aveba supervisionato la costruzione del forte di San Andreas.
Velasco, avendo sentito dell'assedio, non perse tempo e partì coi suoi uomini da 's-Hertogenbosch. I suoi tentativi ad ogni modo vennero resi vani per le fortificazioni erette in loco dagli anglo-olandesi. Una piccola parte delle sue forze riuscì a sfondare la linea nemica, ma venne bloccata in un'imboscata. Vedendo i rapporti dei suoi ufficiali, Velasco preferì ritirarsi a fronte di un'imminente disfatta.
La guarnigione spagnola era ridotta a uno stato pietoso con numerosi soldati ammalati ed affamati, mentre le forze che avrebbero dovuto prestare aiuto agli assediati erano in pieno ammutinamento per la mancanza della paga. Sentendo queste richieste, Maurizio offrì 125 000 gulden per il forte in cambio di tutte le munizioni, della cessazione delle ostilità e della resa degli spagnoli. Gli ufficiali spagnoli rifiutarono ma i soldati tedeschi e valloni erano di tutt'altro avviso e per questo presero l'iniziativa di disarmare gli ufficiali, prendendo il controllo della guarnigione ed accettando l'offerta degli olandesi.

## Conseguenze
Il forte di San Andreas passò così nelle mani degli anglo-olandesi e fu quella l'ultima fortezza spagnola a cadere nelle mani delle Sette Province.
Gli ufficiali spagnoli già catturati dagli ammutinati vennero condotti prigionieri ma rilasciati successivamente. La maggior parte dei membri della guarnigione spagnola entrò in servizio agli olandesi, formando un reggimento separato che ebbe il nome di Nuovi Pezzenti in ricordo dei primi "pezzenti" che avevano organizzato la rivolta nei Paesi Bassi e per il loro aspetto logoro dopo lo scontro. Questi vennero posti sotto il comando del giovane principe Federico Enrico d'Orange.
La notizia della caduta del forte di San Andreas giunse a Bruxelles poco dopo l'evento. L'arciduca Alberto espose la sua frustrazione al duca di Lerma.
Con la cattura del forte di San Andreas e le frontiere libere da ulteriori pericoli, la repubblica olandese si risolve a riprendere l'offensiva l'anno successivo. Come risultato, l'arciduca Alberto bloccò la città di Ostenda per quattro anni in un sanguinoso assedio.